# Nital

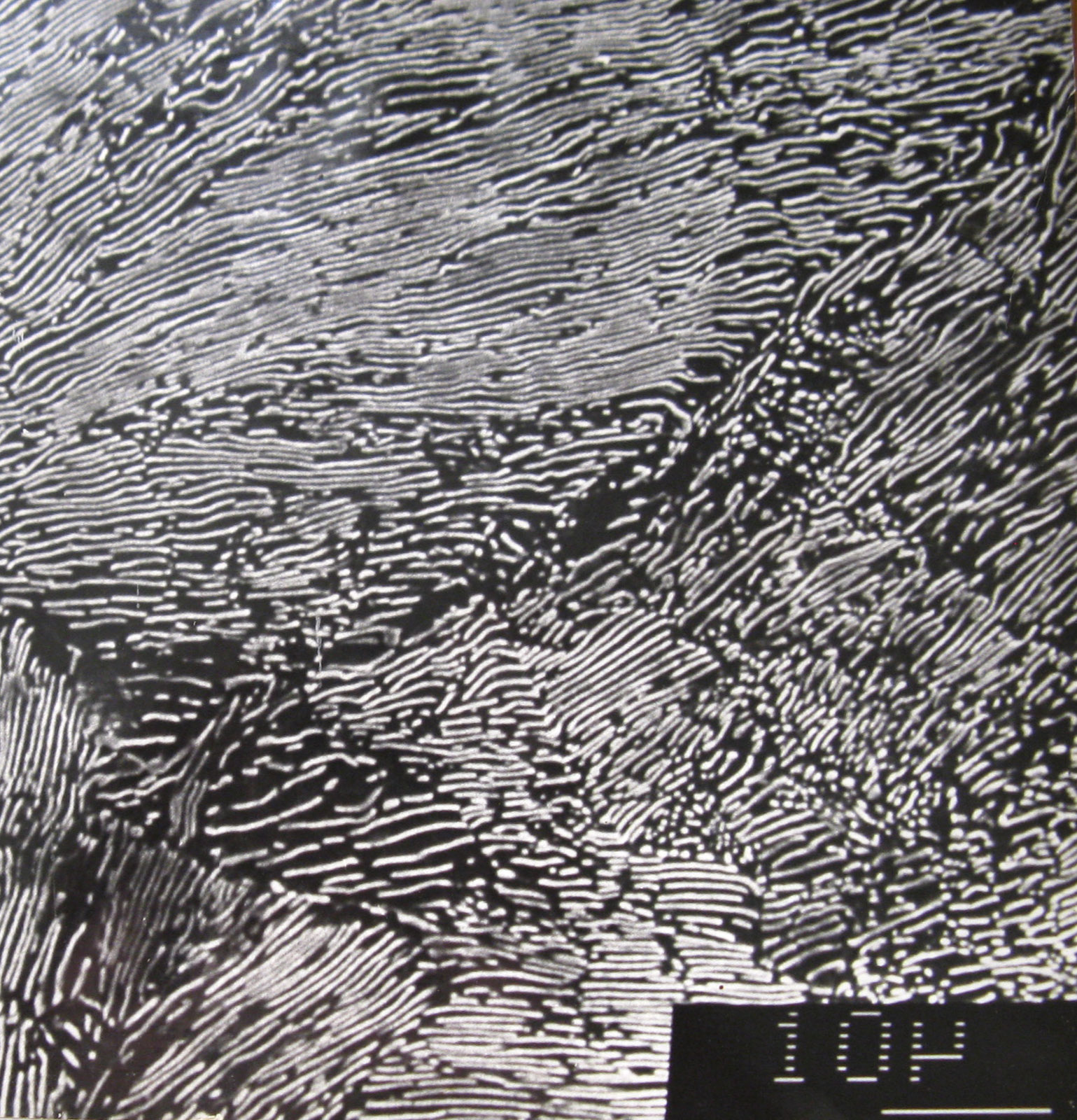
Micrografía MEB de perlita laminar en un acero eutectoide (0.8% carbón) después del recocido con nital.

El Nital es una solución de alcohol y ácido nítrico usada para ataque químico de metales. Es especialmente adecuado para revelar la microestructura de aceros al carbono. El alcohol puede ser metanol o etanol o alcohol de quemar. 
Las mezclas de etanol y ácido nítrico son potencialmente explosivas. Esto ocurre normalmente por evolución del gas, aunque el nitrato de etilo se puede formar también. El metanol no es propenso a producir explosiones pero es tóxico.
Una solución de etanol y ácido nítrico se hará explosiva si la concentración de ácido nítrico alcanza más del 10% en peso. Las soluciones con más de 5% no deben ser almacenadas en contenedores cerrados. El ácido nítrico continuará actuando como oxidante incluso diluido y con baja temperatura.
En la norma ASTM E407 se identifica al nital con el número 74 y su composición se indica como:
1-5 mL HNO3

100 mL etanol (95%) o metanol (95%)
La velocidad de ataque se incrementa (y la sensibilidad decrementa) con el agregado de HNO3.